# Трайчо Спасов (икономист)
Вижте пояснителната страница за други личности с името Трайчо Спасов.
Трайчо Стефанов Спасов е български учен – икономист, преподавател в Университета за национално и световно стопанство. Бил е ръководител катедра „Икономикс“ в Общоикономическия факултет при УНСС.

## Произход и образование
Проф. Трайчо Спасов е роден през 1947 г. в град София. След завършване на средното си образование следва „Политическа икономия“ във Висшия Икономически институт „Карл Маркс“ (УНСС), където се дипломира през 1976 г. Година след завършването си постъпва като асистент в същия университет, по-късно успява да защити докторска дисертация.
Удостоен е с научни степени след защита на дисертационен труд:
- „кандидат на икономическите науки“ (днес: доктор по икономика), ВИИ „Карл Маркс“(1982)[3]
- „доцент“ от 1988 г. във ВИИ „Карл Маркс“[4]

Има дългосрочни специализации в Московския държавен университет и университета в Дрезден (Германия).
Почива на 6 януари 2022 г.

## Научна кариера
Проф. Трайчо Спасов е преподавател в катедра „Икономикс“ при УНСС. Изнася лекционни курсове по Микроикономикс, Макроикономикс и икономика на прехода пред студентите икономисти и юристи в УНСС. Научните му интереси са в областта на теорията за икономическия преход, новата институционална икономическа теория, теория на икономическия растеж, теоретични принципи за изграждане на пазарнофункционираща и конкурентна система от икономически структури, теоретичните аспекти на съвременните процеси на глобализация и локализация в световната икономика и др. От 2007 г. е професор в катедра „Икономикс“ при УНСС. Тема на хабилитационния му труд е „Пазарна трансформация и конкурентоспособност на икономиките в преход (теоретични принципи и механизми на реализация“. Автор е на десетки трудове в областта на икономиката, в това число научни доклади, представени на национални и международни научни конференции, научни проекти, учебници и учебни помагала за средните и висшите училища, студии и статии и т.н.